# Лиман (Израиль)
Лиман (לִימַן) — мошав на севере Израиля . Он находится в Западной Галилее примерно в 5 км (3 миль) к северу от Нагарии. Лиман находится под юрисдикцией регионального совета Матех Ашера . В 2022 году население Лимана составило 684 человека. Его площадь составляет около 2400 Дёнюмов, большинство жителей там занимаются в основном сельским хозяйством, в том числе разведением кур.
Назван первоначально Цахал, затем переименован в честь Герберта Лемана.